# Fabro
Fabro är en ort och kommun i provinsen Terni i regionen Umbrien i Italien. Kommunen hade 2 752 invånare (2018).